# ۱۶۴۶ (میلادی)
۱۶۴۶ (میلادی) هزار وششصد و چهل و ششمین سال تقویم میلادی است.

## زادگان
- ۱۷ فوریه – پییر لو پزان، اقتصاددان فرانسوی (د. ۱۷۱۴)
- ۱۶ آوریل – ژول مانسار، معمار فرانسوی (د. ۱۷۰۸)
- ۵ ژوئن – النا کورنارو پیسکوپیا، ریاضی‌دان ایتالیایی (د. ۱۶۸۴)
- ۱۹ اوت – جان فلمستید، ستاره‌شناس بریتانیایی (د. ۱۷۱۹)

## درگذشتگان
- ۲۳ دسامبر – فرانسوا منار، شاعر فرانسوی (ز. ۱۵۸۲)
- ۲۸ اکتبر – ویلیام دابسون، نقاش بریتانیایی (ز. ۱۶۱۰)